# 美樂
美德樂（Medela）是一家瑞士的醫療器材商，其核心事業為哺乳器材研發及製造

## 歷史
1961年，Olle Larsson在瑞士楚格創立美德樂公司；後來，美德樂在Larsson家族的持有下逐漸成長。
2016年年底，美德樂正式公開其研發之無線控制集乳器。。

## 全球事業
美德樂藉其旗下18家子公司經銷及服務於超過90個國家及地區。1980年代末期，美德樂在美國成立子公司Medela, Inc.，並持續服務美國境內市場至今。

## 連結
- 官方網站 （页面存档备份，存于）